# Rigadin fait de la contrebande
Pour plus de détails, voir Fiche technique et Distribution.
Rigadin fait de la contrebande est un film muet français réalisé par Georges Monca, sorti en 1911.

## Fiche technique
- Titre : Rigadin fait de la contrebande
- Réalisation : Georges Monca
- Scénario : Frédéric Mauzens
- Photographie :
- Montage :
- Société de production : Société cinématographique des auteurs et gens de lettres (S.C.A.G.L)
- Société de distribution : Pathé Frères
- Pays d'origine :  France
- Langue : film muet avec les intertitres en français
- Métrage : 180 mètres
- Format : Noir et blanc — 35 mm — 1,33:1 — Muet
- Genre : Comédie
- Durée : 6 minutes
- Dates de sortie : 
  - France : 7 juillet 1911

## Distribution
- Charles Prince : Rigadin
- Henry Houry
- Rose Grane
- Germaine Reuver
- Gaston Dupray
- Paulus
- Émile André
- Gabrielle Lange
- Andrée Marly
- Édouard Delmy
- Paule Darlet
- André Barally
- Maggie Hélyane
- Auguste Darville
- Paul Chartrettes
- Paul Calvin
- Gaston Benoît
- Anthony
- Maret
- Candieux
- Madame Vallier
- Madame Clairy